# Arkansia wheeleri
Arkansia wheeleri, tên tiếng Anh: Ouachita rock pocketbook hoặc Wheeler's pearly mussel, là một loài trai nước ngọt, là động vật thân mềm hai mảnh vỏ sống dưới nước thuộc họ Unionidae.

## Phân bố
Nó là loài đặc hữu của Hoa Kỳ.